# James Alday
James Alday (1516–1576?) fue un navegante, explorador y corsario inglés del siglo XVI. Participó en incursiones contra los españoles con sus compañeros corsarios James Logan y William Cooke durante la década de 1540 y se le atribuye, junto con Sebastián Caboto y Henry Ostrich, el inicio del comercio regular entre Inglaterra y la costa de Berbería.
Él mismo afirmó haber organizado el primer viaje conocido a la costa de Berbería "inventando el comercio de Berbería" y, aunque tenía la intención de comandar la expedición él mismo, Alday se vio obligado a pasar el mando a otro debido a una enfermedad. Sin embargo, este viaje no tuvo éxito y una expedición rival comandada por Thomas Windham se convirtió en la primera en llegar allí en 1551. En general, su reclamo ha sido desestimado en parte debido a su participación en la piratería, así como a la falta de pruebas.

## Biografía
Alday era un capitán originario del puerto de Dartmouth del que se decía que "oscilaba entre el corso y la piratería". Al mando del Trinity Gilbert, se unió a James Logan del Flying Ghost y otros en la incursión a la costa de Galicia durante la década de 1540. Aprendiz y amigo cercano de Sebastián Caboto, Alday estuvo involucrado con Caboto y Henry Ostrich en planes para establecer comercio con la costa de Berbería. Había organizado el primer viaje a la costa de Berbería, sin embargo, cayó gravemente enfermo con el "gran sudor" y se vio obligado a ceder el mando a otro capitán. Aparentemente, este viaje no tuvo éxito ya que no hay registros de su regreso y es posible que nunca haya salido del puerto. Thomas Windham comandó un viaje ese mismo año llegando con éxito a la costa de Berbería en 1551. En una carta a su amigo Michael Lok, Alday afirmó que él y varios miembros habían contraído una "enfermedad del sudor" y "por lo que murió el jefe de aquellos con quienes me regocijé en ese viaje, es decir, John Lutterel, John Fletcher, Henry Ostrich y otros" . Solo Alday había sobrevivido, sin embargo, cuando se recuperó, Windham ya había zarpado hacia Marruecos y se había llevado los barcos de Portsmouth con él comentando "Windham la había alejado de allí, antes de que pudiera pararme sobre mis piernas, por quien había perdido en ese instante cuarenta y ocho libras" .
Se ofreció como voluntario para unirse a Martin Frobisher en su viaje de 1576 para buscar el Paso del Noroeste y estaba listo para arriesgar su vida "hasta el punto más extremo" ; su nombre no aparece en la lista de marineros supervivientes a los que se les pagó tras su regreso y se presume que murió en la expedición. Sin embargo, se registra que comandó una expedición fallida a Groenlandia en nombre del rey Federico II en 1579.  Su nombramiento se debió posiblemente a su relación con Frobisher y, con dos barcos, zarpó hacia Groenlandia con órdenes de recuperar la colonia perdida para la corona noruega y convertir a los habitantes al luteranismo. La expedición se retrasó porque uno de los barcos tuvo que ser reemplazado y luego por un clima tormentoso. Cuando llegaron a Groenlandia, no pudieron aterrizar debido a la gran cantidad de hielo cerca de la costa, por lo que regresaron. Probablemente fue el autor del manual de navegación alemán más antiguo, publicado en Lübeck en 1578.

## Otras lecturas
- Cornell-Smith, Gordon. Precursores de Drake: un estudio del comercio inglés con España en el período Tudor temprano . Londres: Longmans, Green & Co., 1954.
- Rogozinski, enero. ¡Piratas!: bandoleros, bucaneros y corsarios en realidad, ficción y leyenda . Nueva York: Da Capo Press, 1996.ISBN 0-306-80722-X
- Williamson, James Alexander. Sir John Hawkins: El tiempo y el hombre . Oxford: Clarendon Press, 1927.